# 東京 (松山千春の曲)
「東京」（とうきょう）は、松山千春が1993年9月1日にリリースした34枚目のシングル。

## 解説
ジャケット写真は、東京・銀座の三愛ドリームセンターが写されている。

## 収録曲
| 全作詞・作曲: 松山千春、全編曲: 土方隆行。 |                                |          |            |      |
| #                                          | タイトル                       | 作詞     | 作曲・編曲 | 時間 |
| 1.                                         | 「東京」                       | 松山千春 | 松山千春   | 4:18 |
| 2.                                         | 「俺の人生」                   | 松山千春 | 松山千春   | 4:40 |
| 3.                                         | 「東京」(オリジナル・カラオケ) | 松山千春 | 松山千春   | 4:18 |
| 合計時間:                                  | 合計時間:                      | 13:16    |            |      |